# Libanonethes probosciferus
Libanonethes probosciferus är en kräftdjursart som beskrevs av Albert Vandel1955. Libanonethes probosciferus ingår i släktet Libanonethes och familjen Trichoniscidae. Inga underarter finns listade i Catalogue of Life.